# Lituanie au Concours Eurovision de la chanson 2021
La Lituanie est l'un des trente-neuf pays participants du Concours Eurovision de la chanson 2021, qui se déroule à Rotterdam aux Pays-Bas. Le pays est représenté par le groupe The Roop et leur chanson  Discoteque, sélectionnés via l'émission Pabandom iš Naujo! 2021. Le pays se classe 8e avec 220 points lors de la finale.

## Sélection
Le diffuseur lituanien LRT confirme sa participation à l'Eurovision 2021 le 31 mars 2020. Le diffuseur indique également reconduire le format de sélection Pabandom iš Naujo! pour l'année 2021. Le groupe The Roop, sélectionné pour l'Eurovision 2020 avant son annulation, se voit aussi offrir une place directe pour la finale de la sélection.

### Format
La sélection prend la forme de deux auditions, d'une demi-finale et d'une finale. Lors de chaque audition, dix artistes sont en compétition parmi lesquels cinq se qualifient. Lors de la demi-finale, cinq artistes se qualifient parmi les dix encore en lice en suivant le même type de vote. Finalement, le gagnant est sélectionné lors de la finale parmi les six participants — incluant le groupe The Roop, qualifié d'office en finale. 
À chaque fois, le vote est composé du télévote lituanien et du vote d'un jury de professionnels, les eux attribuant de 1 à 8 puis 10 et 12 points aux chansons. En cas d'égalité, c'est la chanson ayant reçu le plus de points du jury qui est la mieux classée.

### Chansons
Le 5 janvier 2021, les artistes et chansons en compétition sont révélés par le diffuseur lituanien. Evelina Sašenko et Gintarė Korsakaitė se retireront finalement de la compétition,.
| Liste des participants             | Liste des participants   | Liste des participants                                                                                               |
| Artiste                            | Chanson                  | Compositeurs |
| ---------------------------------- | ------------------------ | --- |
| Aistė Brokenleg                    | Home                     | Linas Karolis Krasauskas, Aistė Motiejūnaitė                                                                         |
| Aldegunda                          | Sit Down                 | Gailė Asačiovaitė-Main                                                                                               |
| Be U                               | Love Yourself            | Ąžuolas Paulauskas                                                                                                   |
| Black Spikes ft. Indrė Launikonytė | Don't Tell Me            | Dovilė Virbalaitė, Rimantas Budriūnas, Agnieška Vrubliauskienė, Simona Karinauskaitė, Indrė Launikonytė              |
| Cosmic Bride                       | Solitary Star            | Natalia Chareckaja, Davide Fortugno                                                                                  |
| Donata Virbilaitė                  | The Way I Am             | Ylva Persson, Linda Persson                                                                                          |
| Evelina Sašenko                    | Įkvėpk Drąsos            | Evelina Sašenko, Rūta Lukoševičiūtė Daudienė, Robert Kosiński                                                        |
| Evita Cololo                       | Be paslapčių             | Evita Cololo, Elizabeta Eliševa Povilaitė, Vitalijus Puzyriovas                                                      |
| Gabrielė Goštautaitė               | Freedom                  | Gabrielė Goštautaitė, Tomas Kondrackis                                                                               |
| Gabrielius Vagelis                 | My Guy                   | Gabrielius Vagelis, Bjørn Holmesland                                                                                 |
| Gebrasy                            | Where'd You Wanna Go?    | Audrius Petrauskas, Faustas Venckus                                                                                  |
| Gintarė Korsakaitė                 | N/A                      | |
| Martyna Jezepčikaitė               | Thank You Very Much      | Andreas Stone Johansson, Julia Kautz, Morten Thorhauge, Selin Üstün                                                  |
| Milita Daikerytė                   | Shadows                  | Audrius Petrauskas, Faustas Venckus                                                                                  |
| Norbertas                          | Man In Need              | Faustas Venckus, Dennis Steenbergen                                                                                  |
| Rapolas                            | Degam                    | Rapolas Kęstutis Meškauskas                                                                                          |
| Sunday Afternoon                   | Open                     | Vilija Matačiūnaitė                                                                                                  |
| The Roop                           | Discoteque               | Vaidotas Valiukevičius, Robertas Baranauskas, Mantas Banišauskas, Laisvūnas Černovas, Kalle Lindroth, Ilkka Wirtanen |
| Thomukas1                          | Wish                     | Thomas Tumosa, Simonas Kazlauskas, Pijus Brazys                                                                      |
| Titas & Benas                      | No                       | Audrius Petrauskas, Faustas Venckus                                                                                  |
| Twosome                            | I Love My Bear           | Justinas Stanislovaitis, Paulius Šinkūnas                                                                            |
| UnoBand                            | Eisiu (I will go)        | Paulius Jasiūnas |
| Voldemars Petersons                | Never Fall for You Again | Voldemars Petersons                                                                                                  |

### Émissions

#### Première audition
- Qualifiés

| Ordre | Artiste                            | Chanson                  | Jury | Télévote | Télévote | Total | Place |
| Ordre | Artiste                            | Chanson                  | Jury | Voix     | Points   | Total | Place |
| ----- | ---------------------------------- | ------------------------ | ---- | -------- | -------- | ----- | ----- |
| 1     | Black Spikes ft. Indrė Launikonytė | Don't Tell Me            | 4    | 805      | 8        | 12    | 6     |
| 2     | Thomukas1                          | Wish                     | 2    | 108      | 1        | 3     | 10    |
| 3     | Be U                               | Love Yourself            | 6    | 780      | 7        | 13    | 5     |
| 4     | Titas & Benas                      | No                       | 8    | 994      | 10       | 18    | 2     |
| 5     | Martyna Jezepčikaitė               | Thank You Very Much      | 5    | 2063     | 12       | 17    | 3     |
| 6     | Donata Virbilaitė                  | The Way I Am             | 7    | 353      | 3        | 10    | 7     |
| 7     | Twosome                            | I Love My Bear           | 2    | 213      | 2        | 4     | 9     |
| 8     | Milita Daikerytė                   | Shadows                  | 10   | 448      | 5        | 15    | 4     |
| 9     | Aldegunda                          | Sit Down                 | 3    | 357      | 4        | 7     | 8     |
| 10    | Voldemars Petersons                | Never Fall for You Again | 12   | 498      | 6        | 18    | 1     |

#### Deuxième audition
- Qualifiés

| Ordre | Artiste              | Chanson               | Jury | Télévote | Télévote | Total | Place |
| Ordre | Artiste              | Chanson               | Jury | Voix     | Points   | Total | Place |
| ----- | -------------------- | --------------------- | ---- | -------- | -------- | ----- | ----- |
| 1     | UnoBand              | Eisiu                 | 1    | 169      | 3        | 4     | 10    |
| 2     | Cosmic Bride         | Solitary Star         | 6    | 93       | 1        | 7     | 9     |
| 3     | Rapolas              | Degam                 | 3    | 333      | 5        | 8     | 7     |
| 4     | Sunday Afternoon     | Open                  | 5    | 249      | 4        | 9     | 6     |
| 5     | Aistė Brokenleg      | Home                  | 7    | 131      | 2        | 9     | 5     |
| 6     | Norbertas            | Man In Need           | 4    | 587      | 10       | 14    | 4     |
| 7     | Gabrielė Goštautaitė | Freedom               | 2    | 340      | 6        | 8     | 8     |
| 8     | Gebrasy              | Where'd You Wanna Go? | 12   | 868      | 12       | 24    | 1     |
| 9     | Evita Cololo         | Be paslapčių          | 8    | 443      | 8        | 16    | 3     |
| 10    | Gabrielius Vagelis   | My Guy                | 10   | 423      | 7        | 17    | 2     |

#### Demi-finale
- Qualifiés

| Ordre | Artiste              | Chanson                  | Jury | Télévote | Télévote | Total | Place |
| Ordre | Artiste              | Chanson                  | Jury | Voix     | Points   | Total | Place |
| ----- | -------------------- | ------------------------ | ---- | -------- | -------- | ----- | ----- |
| 1     | Be U                 | Love Yourself            | 1    | 858      | 7        | 8     | 9     |
| 2     | Aistė Brokenleg      | Home                     | 4    | 208      | 1        | 5     | 10    |
| 3     | Gabrielius Vagelis   | My Guy                   | 6    | 688      | 4        | 10    | 7     |
| 4     | Martyna Jezepčikaitė | Thank You Very Much      | 5    | 1816     | 10       | 15    | 2     |
| 5     | Norbertas            | Man In Need              | 2    | 832      | 6        | 8     | 8     |
| 6     | Evita Cololo         | Be paslapčių             | 10   | 350      | 2        | 12    | 3     |
| 7     | Titas & Benas        | No                       | 4    | 943      | 8        | 12    | 5     |
| 8     | Voldemars Petersons  | Never Fall for You Again | 7    | 819      | 5        | 12    | 4     |
| 9     | Milita Daikerytė     | Shadows                  | 8    | 592      | 3        | 11    | 6     |
| 10    | Gebrasy              | Where'd You Wanna Go?    | 12   | 2237     | 12       | 24    | 1     |

#### Finale
- Vainqueur

| Ordre | Artiste              | Chanson                  | Jury | Télévote | Télévote | Total | Place |
| Ordre | Artiste              | Chanson                  | Jury | Voix     | Points   | Total | Place |
| ----- | -------------------- | ------------------------ | ---- | -------- | -------- | ----- | ----- |
| 1     | Titas & Benas        | No                       | 6    | 1094     | 6        | 12    | 6     |
| 2     | Martyna Jezepčikaitė | Thank You Very Much      | 5    | 2453     | 8        | 13    | 4     |
| 3     | Gebrasy              | Where'd You Wanna Go?    | 10   | 6413     | 10       | 20    | 2     |
| 4     | Voldemars Petersons  | Never Fall for You Again | 8    | 1224     | 7        | 15    | 3     |
| 5     | Evita Cololo         | Be paslapčių             | 7    | 427      | 5        | 12    | 5     |
| 6     | The Roop             | Discoteque               | 12   | 74512    | 12       | 24    | 1     |

Au terme de la soirée, le groupe The Roop est désigné représentant lituanien pour l'Eurovision 2021 avec la chanson Discoteque.

## À l'Eurovision
La Lituanie participe à la première demi-finale du 18 mai 2021. Elle s'y classe 4e avec 203 points, se qualifiant donc pour la finale. Lors de celle-ci, elle termine à la 8e place avec 220 points.